# Fred Hampton
Fred Hampton (30 de agosto de 1948 - 4 de diciembre de 1969) fue un activista y revolucionario socialista estadounidense. Presidente del Black Panther Party (BPP) en Illinois y vicepresidente del BPP a nivel nacional, murió asesinado por el FBI y la policía de Chicago mientras dormía.

## Biografía
Como líder del BPP, fundó una prominente organización política multicultural conocida como la Coalición Arcoíris (Rainbow Coalition), creando una alianza entre las principales pandillas callejeras para poner fin a sus luchas entre ellos y trabajar por el cambio social.
Debido a su fuerte liderazgo, el FBI identificó a Hampton en 1967 como una amenaza radical y comenzó a tratar de subvertir sus actividades en Chicago, sembrando desinformación entre estos grupos y colocando un operativo de contrainteligencia en las Panteras locales. En diciembre de 1969, una unidad táctica de la Oficina del Fiscal del Estado del Condado de Cook, junto con el Departamento de Policía de Chicago y el FBI, dispararon y mataron a Hampton en su cama durante una redada antes del amanecer en su departamento de Chicago. Durante la misma, también fue asesinado otro pantera, Mark Clark, y varios resultaron gravemente heridos. En enero de 1970, un jurado forense realizó una investigación y dictaminó que la muerte de Hampton y Mark Clark fue un homicidio justificado.
Posteriormente se presentó una demanda civil en nombre de los sobrevivientes y los familiares de Hampton y Mark Clark. Finalmente se resolvió en 1982 por un acuerdo de 1.85 millones de dólares; la ciudad de Chicago, el condado de Cook y el gobierno federal pagaron cada uno un tercio a un grupo de nueve demandantes. Dadas las revelaciones sobre el programa ilegal COINTELPRO y los documentos asociados con los asesinatos, los académicos ahora consideran que la muerte de Hampton fue un asesinato bajo la iniciativa del FBI.

## En la cultura popular
Parte de la vida activa de Hampton es retratada en el filme Judas and the Black Messiah (2021), con Daniel Kaluuya en el papel de Hampton, quien obtuvo el Premio Óscar al mejor actor de reparto por su actuación.